# Archidiecezja przemyska
Archidiecezja przemyska obrządku łacińskiego (łac. Archidioecesis Premisliensis Latinorum) – jedna z 14 archidiecezji obrządku łacińskiego w polskim Kościele katolickim.

## Historia
Początki chrześcijaństwa sięgają X wieku; po utworzeniu ok. 973 roku diecezji praskiej, Przemyśl znalazł się na jej wschodnim terenie. Rozpoczęła się akcja misyjna wśród miejscowej ludności; ale w 981 roku książę Rusi Kijowskiej Włodzimierz Wielki przyłączył Grody Czerwieńskie (Lachów i Lędzian); rozpoczęła się kolonizacja ludności ruskiej prawosławnej. Dowodem istnienia chrześcijaństwa zachodniego w X wieku są odkryte w Przemyślu rotundy z absydą zbudowane według tradycji karolińskiej i ottońskiej. W XII i XIII wieku w wyniku osadnictwa wzrosła liczba katolików na tych ziemiach. W 1232 roku Gerard został konsekrowany na biskupa misyjnego Rusi, mający uposażenie w Opatowie. Po 1235 roku zostały założone pierwsze klasztory franciszkanów i dominikanów. W 1232 roku klucz opatowski, który był uposażeniem biskupa Gerarda; książę Henryk Brodaty nadał biskupowi Wawrzyńcowi z diecezji lubuskiej. W 1257 roku papież Aleksander IV zagwarantował prawo biskupom Lubuskim do tych ziem; przed rokiem 1320 i w 1323/1325 bp Stefan II przebywał tu osobiście i ustanowił biskupstwo w Kijowie, biskupem Kijowa został niemiecki dominikanin Henryk. Ostatni książę Rusi Halicko-Włodzimierskiej Bolesław Jerzy II z rodu Piastów mazowieckich wspierał rozwój katolicyzmu. Biskupstwo przemyskie obrządku łacińskiego powstało ok. 1340 roku, a pierwszym biskupem został bp Iwan (zmarł ok. 1351 roku). Po śmierci księcia Bolesława Jerzego II w 1340 roku tereny te król Kazimierz Wielki przyłączył do Polski. Następnie powstały nowe biskupstwa: Lwów (1350), Włodzimierz (1358), Chełm (1359), arcybiskupstwo Halicz (1367). Papież Grzegorz XI bullą Debitum pastoralis offici z dnia 13 lutego 1375 roku utworzył metropolię w Haliczu z podległymi jej biskupstwami sufragalnymi: Przemyśl, Włodzimierz i Chełm. W tym czasie organizacja diecezji była jeszcze w powijakach a na jej terenie było zaledwie około 20 rzymskokatolickich kościołów w miejscowościach: Blizne, Brzozów, Cergowa, Domaradz, Górki, Krosno, Rogi, Równe, Bukowsko, Sanok, Staromieście, Łańcut, Jarosław, Lubaczów, Przemyśl, Strzelczyska, Wisznia, Sambor, Drohobycz, Stryj, być może Tyczyn i Radymno, oraz trzy klasztory (franciszkański i dominikański w Przemyślu, oraz dominikański w Łańcucie.
Faktycznym organizatorem diecezji okazał się przybyły z Dolnej Saksonii w 1379 biskup Eryk z Winsen. Pod jego rządami biskupstwo zostało uposażone w majątek ziemski, wstępnie ustalono granice (pokrywające się z prawosławną eparchią przemyską), rozwikłano spór z biskupem halickim o wschodnią granicę, oraz podwojono liczbę kościołów do ok. 40, co pozwoliło diecezji normalnie funkcjonować pod względem finansowym. Do 1500 roku liczba parafii wzrosła do 140, po czym liczba ta rosła już nieznacznie: 153 (1640), 162 (1742) i 177 (1772). Rozwój diecezji przyhamowała m.in. Reformacja, w czasie której około 30 kościołów (ze 150) zostało zamienionych w zbory protestanckie (kalwinistyczne i Braci Polskich).

Diecezja Przemyska w 1938 roku i jej podział w 1945 (czerwona linia)

Po soborze trydenckim odnowiono podział diecezji na dekanaty. W 1594 odtworzono lub utworzono dekanaty: Przemyśl, Jarosław, Sanok, Sambor, Rzeszów, Dynów i Krosno. Następnie powstały dekanaty Sokołów (1603, od 1630 Leżajsk), oraz Mościska (1641). Kolejne zmiany nastąpiły w 1746, kiedy dekanat przemyski został zastąpiony przez 4 nowe: nowomiejski, pruchnicki, tarnopolski i  brzozowski, a więc w sumie diecezja liczyła 12 dekanatów obejmujących 179 parafii i filii. 24 marca 1751 roku bp Wacław Hieronim Sierakowski podzielił diecezję na trzy archidiakonaty: przemyski, jarosławski i brzozowski. Do 1772 roku liczba parafii wzrosła do 181 skupionych w 12 dekanatach i 3 archidiakonatach.
Duże zmiany nastąpiły po rozbiorach Polski, w związku z powstaniem nowej diecezji tarnowskiej. Ostatecznie jej granice ustaliły się na początku XIX wieku. Była drugą co do wielkości w Galicji (po lwowskiej, przed tarnowską i krakowską). Obejmowała 23 570 km², na terenie której żyło w 1880, 885 062 rzymskich katolików, najwięcej z 4 galicyjskich diecezji, a liczba ta urosła do 1914 roku do 1 181 569. Pociągało to za sobą wzrost liczby parafii (tudzież placówek duszpasterskich z 287 w 1867 do 322 w 1914) i dekanatów (z 27 w 1890 do 33 w 1914).
Przed II wojną światową diecezja liczyła około 21 tysięcy km², w większości na terenie województwa lwowskiego, zamieszkała była przez ponad milion sto tysięcy rzymskich katolików (52,9%). W 1945 po wytyczeniu nowej granicy polsko-sowieckiej 1/3 powierzchni znalazła się w Związku Radzieckim (w sumie 74 parafie, z których 4 z dekanatu Lesko powróciły w 1951 do Polski), w tym w całości dekanaty Drohobycz (15 parafii), Mościska (12), Rudki (9), Sambor (15) i Wisznia (7).
Papież Jan Paweł II bullą Totus Tuus Poloniae Populus z 25 marca 1992 ustanowił ją metropolią dla archidiecezji przemyskiej, diecezji rzeszowskiej oraz zamojsko-lubaczowskiej.

## Instytucje

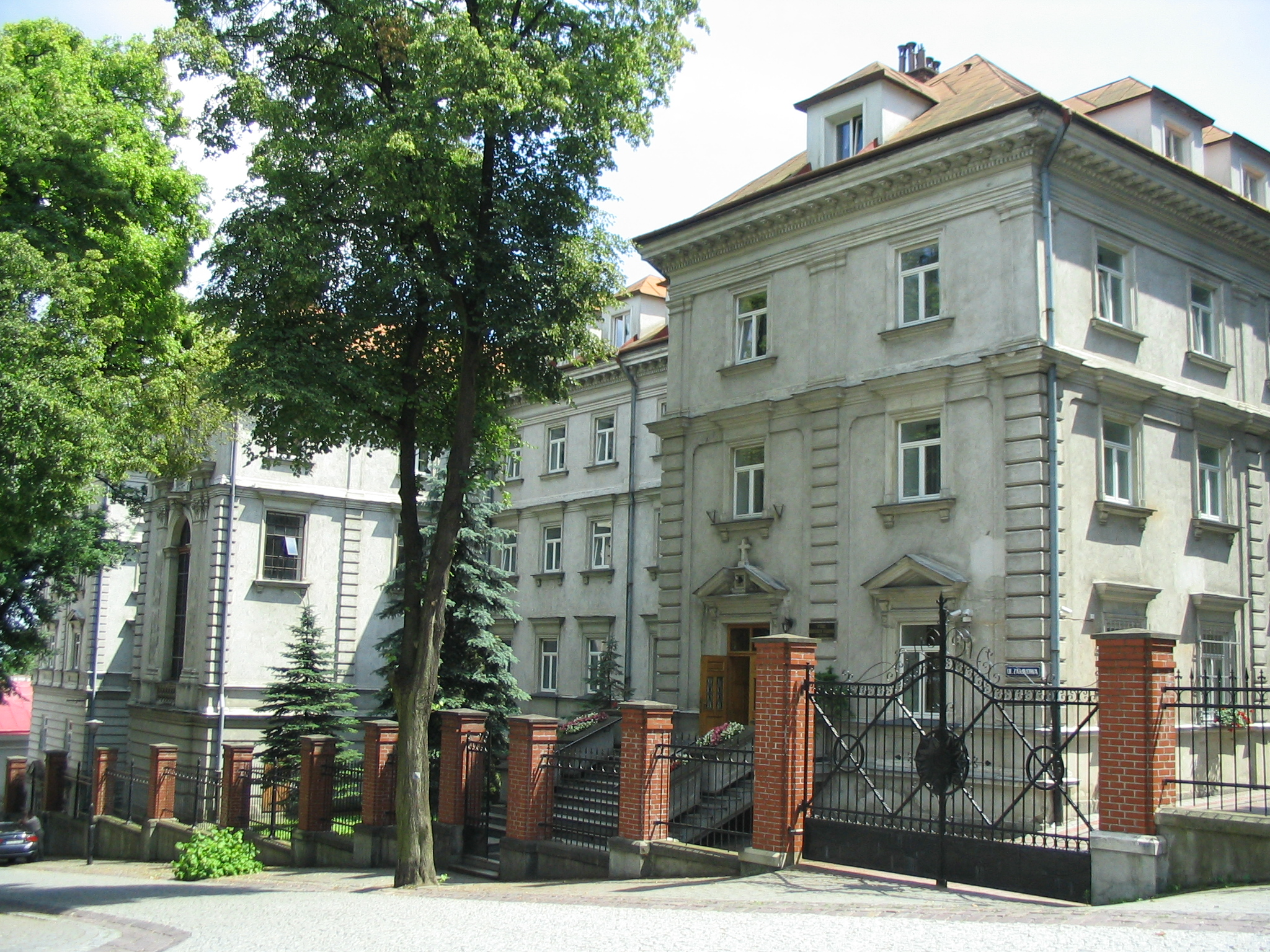
Wyższe Seminarium Duchowne w Przemyślu

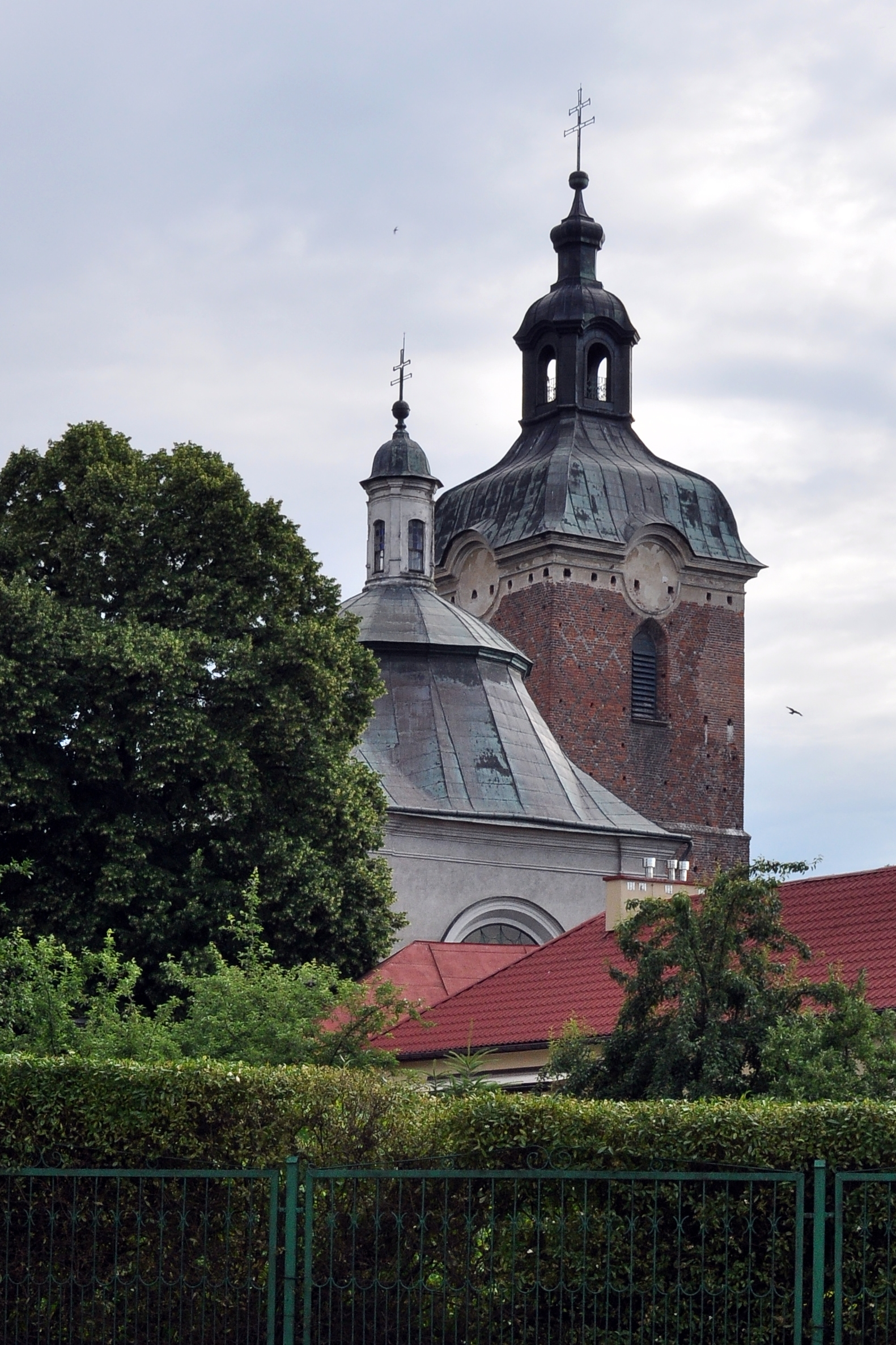
Bazylika Mniejsza Ducha Świętego i Kaplica Grobu Bożego w Przeworsku przy dawnym klasztorze bożogrobców

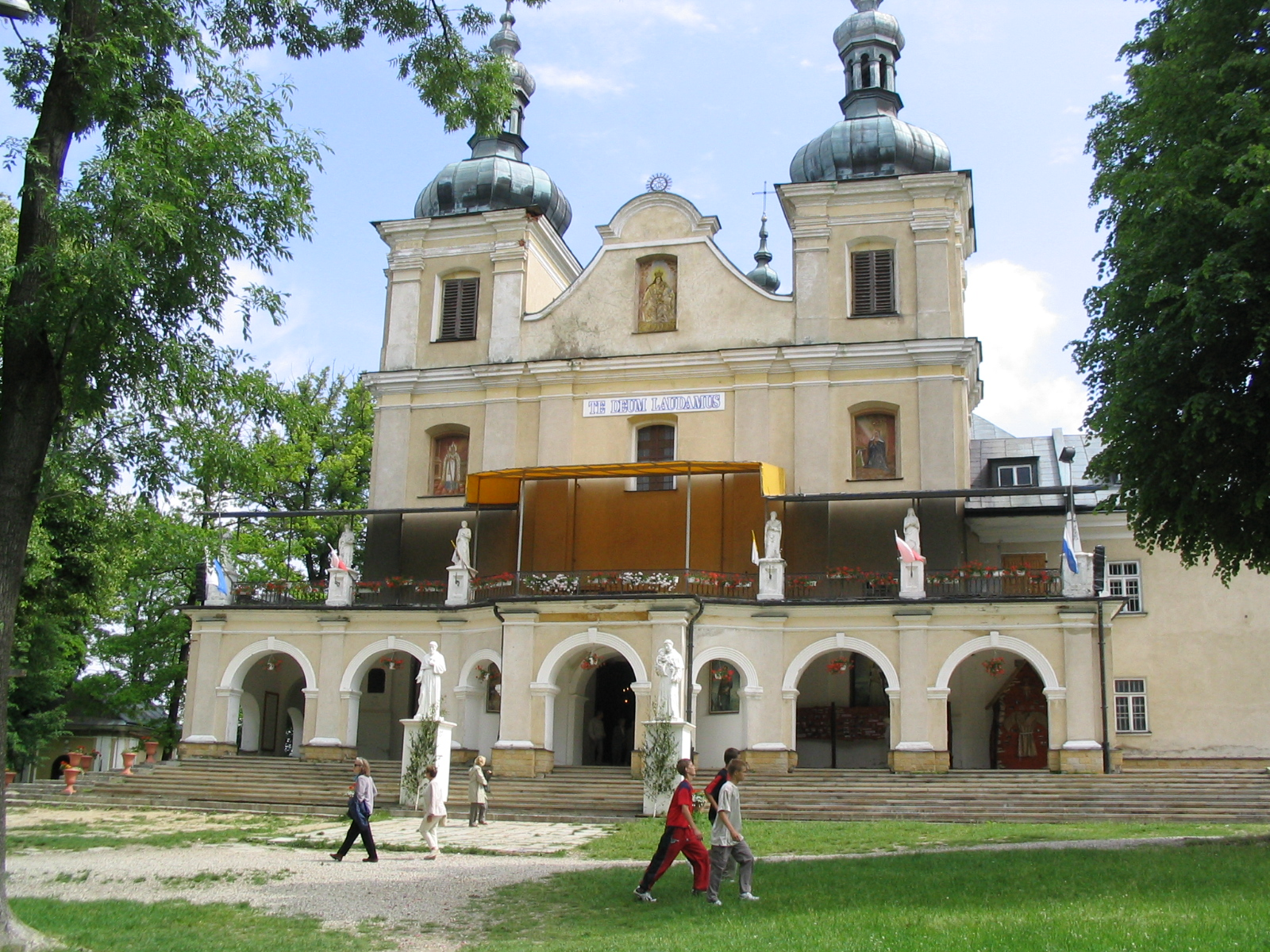
Sanktuarium Pasyjno-Maryjne w Kalwarii Pacławskiej

- Archidiecezjalna Hurtownia Katolicka „Fara”,
- Archidiecezjalny Instytut Muzyki Sakralnej w Przemyślu,
- Archiwum Archidiecezjalne w Przemyślu,
- Caritas Archidiecezji Przemyskiej,
- Dom Księży Emerytów Emaus w Korczynie,
- Katolicka Księgarnia Roma w Przemyślu,
- Katolickie Centrum Wspierania Rodziny i Pieczy Zastępczej w Krośnie,
- Muzeum Archidiecezjalne im. św. Józefa Sebastiana Pelczara,
- Redakcja przemyskiej „Niedzieli”,
- Rozgłośnia Archidiecezji Przemyskiej – Radio Fara,
- Sąd Metropolitalny I i II Instancji w Przemyślu,
- Studium Życia Rodzinnego Archidiecezji Przemyskiej,
- Wydawnictwo Archidiecezji Przemyskiej,
- Wyższe Seminarium Duchowne w Przemyślu.

## Biskupi
- Biskup diecezjalny: abp Adam Szal (metropolita od 2016)
- Biskup pomocniczy/ wikariusz generalny:  bp Stanisław Jamrozek (od 2013)
- Biskup pomocniczy:  Krzysztof Chudzio (od 2020)
- Biskup senior: abp Józef Michalik (od 2016)

## Główna świątynia

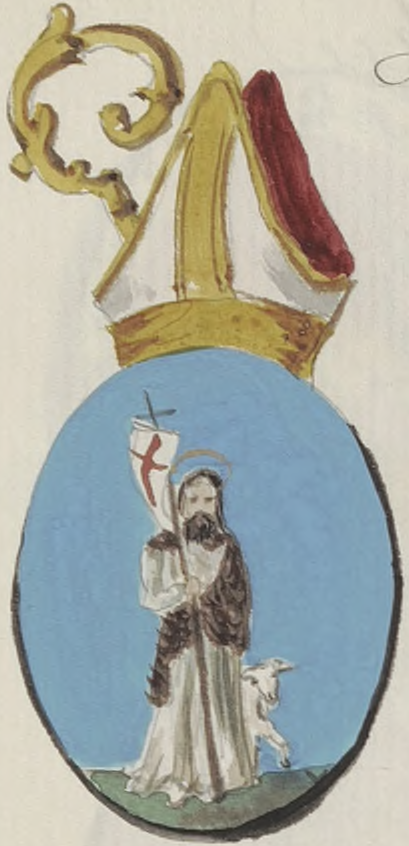
Herb Archidiecezji Przemyskiej

- Bazylika archikatedralna Wniebowzięcia NMP i św. Jana Chrzciciela w Przemyślu

## Kapituły
- Przemyska Kapituła Metropolitalna
- Brzozowska Kapituła Kolegiacka
- Jarosławska Kapituła Kolegiacka
- Krośnieńska Kapituła Kolegiacka
- Przeworska Kapituła Kolegiacka

## Bazyliki
- Bazylika Wniebowzięcia Najświętszej Maryi Panny w Starej Wsi, 1927 (Protobazylika Archidiecezji Przemyskiej)
- Bazylika Zwiastowania NMP w Leżajsku, 1928
- Bazylika archikatedralna Wniebowzięcia Najświętszej Maryi Panny i św. Jana Chrzciciela w Przemyślu, 1960
- Bazylika Matki Bożej Bolesnej w Jarosławiu
- Bazylika kolegiacka Ducha Świętego w Przeworsku, 1982
- Bazylika kolegiacka Świętej Trójcy w Krośnie, 1998
- Bazylika kolegiacka Przemienienia Pańskiego w Brzozowie, 2017
- Kościół Znalezienia Krzyża Świętego i klasztor Franciszkanów Konwentualnych w Kalwarii Pacławskiej, 2020

## Patroni
- Najświętsza Maryja Panna Królowa Polski
- św. Jan z Dukli
- św. Józef Pelczar
- bł. Jan Balicki
- św. Dyzma (Dobry Łotr)

## Kult świętych, błogosławionych i sług Bożych

### Groby
- św. Jan z Dukli ⇒ Dukla (kościół oo. Bernardynów)
- św. Józef Sebastian Pelczar ⇒ Przemyśl (bazylika Archikatedralna)
- bł. August Franciszek Czartoryski ⇒ Przemyśl (kościół Salezjanów)
- bł. Bronisław Markiewicz ⇒ Miejsce Piastowe (kościół Michalitów)
- bł. Jan Balicki ⇒ Przemyśl (bazylika Archikatedralna)

### Miejsca urodzenia
- św. Andrzej Bobola ⇒ Strachocina
- św. Jan z Dukli ⇒ Dukla
- św. Józef Sebastian Pelczar ⇒ Korczyna
- św. Zygmunt Gorazdowski ⇒ Sanok
- bł. Achilles Puchała ⇒ Kosina
- bł. Anastazy Pankiewicz ⇒ Nagórzany
- bł. Bronisław Markiewicz ⇒ Pruchnik
- bł. Michał Czartoryski ⇒ Pełkinie
- bł. Stanisław Kostka Starowieyski ⇒ Ustrobna koło Krosna
- bł. Władysław Findysz ⇒ Krościenko Niżne
- bł. Rodzina Ulmów⇒Markowa

## Sanktuaria[12]

### Sanktuaria Pańskie
- Sanktuarium Krzyża Świętego w Klimkówce
- Sanktuarium Bożego Grobu w Bazylice Ducha Świętego w Przeworsku

### Sanktuaria Maryjne
- Sanktuarium MB Borkowskiej w Borku Starym
- Sanktuarium MB Chłopickiej (Parafia Wniebowzięcia Najświętszej Maryi Panny w Chłopicach)
- Sanktuarium MB Nieustającej Pomocy w Domaradzu
- Sanktuarium MB Bolesnej - Kościół Wniebowzięcia Najświętszej Maryi Panny w Haczowie
- Sanktuarium MB Hyżneńskiej - Kościół Narodzenia Najświętszej Maryi Panny w Hyżnem
- Sanktuarium Matki Bożej Bolesnej w Jarosławiu
- Sanktuarium MB Królowej Nieba i Ziemi - Kościół św. Katarzyny Aleksandryjskiej w Jaśliskach
- Sanktuarium MB Pocieszenia (Parafia Matki Bożej Pocieszenia w Jodłówce)
- Sanktuarium MB Kalwaryjskiej w Bazylice Znalezienia Krzyża Świętego w Kalwarii Pacławskiej
- Sanktuarium MB Pocieszenia w Bazylice Zwiastowania NMP w Leżajsku
- Sanktuarium MB Szkaplerznej - Kościół św. Stanisława Biskupa w Łańcucie
- Sanktuarium Matki Pięknej Miłości - Kościół NMP Królowej Polski w Polańczyku
- Sanktuarium MB Jackowej w Bazylice archikatedralnej Wniebowzięcia NMP i św. Jana Chrzciciela w Przemyślu
- Sanktuarium Niepokalanego Poczęcia NMP - Kościół Franciszkanów w Przemyślu
- Sanktuarium MB Starowiejskiej w Bazylice Wniebowzięcia Najświętszej Maryi Panny w Starej Wsi
- Sanktuarium MB Tuligłowskiej w Tuligłowach
- Sanktuarium Matki Bożej Rudeckiej Królowej Bieszczadzkiej w Ustrzykach Dolnych-Jasieniu
- Sanktuarium MB Wielkoockiej - Kościół Niepokalanego Poczęcia NMP w Wielkich Oczach

### Sanktuaria Świętych i Błogosławionych
- Sanktuarium Świętego Jana z Dukli - Kościół pw. św. Jana z Dukli w Dukli
- Sanktuarium Świętego Biskupa Józefa Sebastiana Pelczara - Kościół NMP Królowej Polski w Korczynie
- Sanktuarium Świętego Jana Pawła II [13] (Parafia św. Piotra Apostoła i św. Jana z Dukli w Krośnie)
- Sanktuarium Świętego Michała Archanioła i bł. Bronisława Markiewicza - Kościół Matki Bożej Królowej Polski i św. Michała Archanioła w Miejscu Piastowym
- Sanktuarium Świętego Andrzeja Boboli - Kościół św. Katarzyny Aleksandryjskiej w Strachocinie

## Archiprezbiteraty
- Archiprezbiterat bieszczadzki
- Archiprezbiterat jarosławski
- Archiprezbiterat krośnieński
- Archiprezbiterat łańcucki
- Archiprezbiterat przemyski
- Archiprezbiterat sanocki